# WorldCat
WorldCat, skraćeno od World Catalogue (‘Svjetski katalog’), jest skupni katalog velikoga broja svjetskih knjižnica. Najveća je svjetska mreža knjižničnih sadržaja i usluga. Knjižnice umrežene u WorldCatu omogućuju pristup do njihovih internetskih izvora na Mreži, gdje većina ljudi počinje potragu za informacijama.
Isprva je WorldCat bio dostupan samo registriranim korisnicima. Nakon što su u projektu Open WorldCat (OCLC) + Google i Yahoo, Yahoo i Google počeli indeksirati WorldCat, ovaj najveći svjetski skupni katalog dostupan je za pretraživanje cijelomu svijetu. S obzirom na to da Yahoo i Google nisu bili poindeksirali sadržaje, daju različite rezultate pretraživanja te se dobiva ili nepotpune i netočne informacije pretražitelju. Za pretraživanje WorldCata postoji nekoliko alata poput bookmarkleta WorldCat/Google. Yahoo nudi alatnu traku sa zadaćama za pretraživanje WorldCata. Postoji RedLightGreen i ujedinjeno pretraživanje.
WorldCat je izlistao zbirke 72 000 knjižnica u 170 država i nesamostalnih teritorija. koji sudjeluju u kooperaciji Online Computer Library Centera (OCLC-a). Projektom upravlja OCLC Online Computer Library Center, Inc.
Pretplatničke knjižnice članice skupno održavaju podatkovnu bazu WorldCata, svjetske najveće bibliografske baze podataka. OCLC čini WorldCat slobodno dostupnim knjižnicama, ali katalog je fondacija za druge pretplatničke OCLC-ove usluge, kao što su međuknjižnična posudba i upravljanje zbirkama. IP broj je 132.174.11.84.
OCLC je osnovan 1967. godine pod vodstvom Freda Kilgoura. Iste je godine OCLC počeo razvijati tehnologiju skupnog kataloga koja će se poslije razviti u WorldCat. Prvi kataloški zapisi uneseni su 1971. godine.
Projekt je krenuo u uporabu 21. siječnja 1998. godine.
Godine 2003. OCLC je počeo s pilot programom Open WorldCat, praveći skraćene zapise s podskupa WorldCata dostupna na partnerskim mrežnim stranicama i prodavačima knjiga, radi povećanja dostupnosti zbirka njihovih pretplaćenih knjižnica članica. Godine 2006. postalo je moguće pretražiti WorldCat izravno sa stranice. Godine 2007. WorldCat Identities počeo je omogućivati pristup stranica za 20 milijuna „identiteta”, prevladavajuće autora i osoba koje su subjekti objavljenih naslova.
Danas je dostupan na 13 jezika: kineskomu (jednostavnomu i tradicijskomu), češkomu, nizozemskomu, engleskomu, francuskomu, njemačkomu, talijanskomu, korejskomu, japanskomu, portugalskomu, španjolskomu i tajskomu.